# Heinrich Junker (Sprachwissenschaftler)
Heinrich Franz Josef Junker (* 26. März 1889 in Offenbach am Main; † 3. April 1970 in Berlin) war ein deutscher Sprachwissenschaftler, Iranist, Indogermanist sowie Koreanist. Er war von 1919 bis 1926 Professor für Vergleichende Sprachwissenschaft an der Universität Hamburg, anschließend bis 1945 in gleicher Funktion an der Universität Leipzig. Von 1951 bis 1960 hatte er den Lehrstuhl für iranische Sprachen an der Humboldt-Universität zu Berlin inne.

## Leben
Als „Spezialschüler“ Christian Bartholomaes studierte Heinrich F. J. Junker an den Universitäten Gießen, Straßburg und Heidelberg vergleichende Sprachwissenschaft, klassische Philologie, Germanistik, Anglistik und Philosophie. Er wurde 1911 in Heidelberg in Iranischer Sprache und Literatur zum Dr. phil. promoviert; im Jahr darauf erfolgte seine Habilitation an der Universität Gießen. Thema beider Arbeiten war das Frahang ī pahlawīg, ein Wörterbuch aramäischer Logogramme mit ihrer mittelpersischen Übersetzung in Pahlevi-Schrift. In diesem Zusammenhang prägte Junker 1912 den sprachwissenschaftlichen Terminus „Heterogramm“.
Von 1912 bis 1919 lehrte er als Privatdozent in Gießen. Mit dem französischen Orientalisten Robert Gauthiot (1876–1916) unternahm Junker 1913 eine Studienreise in das Serafschan-Tal in Russisch-Turkestan (heute Tadschikistan), wo das iranische Volk der Yaghnobi lebt. Im Ersten Weltkrieg diente Junker als Dolmetscher in Kriegsgefangenenlagern. 1919 wechselte er als außerordentlicher Professor für vergleichende Sprachwissenschaft an die neugegründete Universität Hamburg und wurde dort 1923 zum ordentlichen Professor ernannt. Als Nachfolger Wilhelm Streitbergs folgte er 1926 einem Ruf auf den Lehrstuhl für Indogermanische bzw. vergleichende Sprachwissenschaft an der Universität Leipzig. Er wurde 1929 als ordentliches Mitglied in die Sächsische Akademie der Wissenschaften aufgenommen. Als Direktor übernahm er die Leitung der vereinigten Sprachwissenschaftlichen Institute, denen 1935 auch das Institut für afrikanische Sprachen angegliedert wurde.
Zum 1. Mai 1933 trat Junker in die NSDAP ein (Mitgliedsnummer 2.992.141). Im November 1933 unterzeichnete er das Bekenntnis der Professoren an den deutschen Universitäten und Hochschulen zu Adolf Hitler. Da ihm Aufstiegsmöglichkeiten aufgrund seiner früheren Mitgliedschaft in einer Freimaurerloge versagt geblieben seien, will er laut eigener Aussage die Partei 1939 wieder verlassen haben. Nach anderer Angabe erklärte ein Parteigericht seine Mitgliedschaft für nichtig. Sein angeblicher Austritt war jedoch bis März 1944 nicht bei der zuständigen NSDAP-Ortsgruppe Leipzig aktenkundig. Dem Archäologen Bernhard Schweitzer zufolge, der 1945 erster Nachkriegs-Rektor der Universität Leipzig wurde, legte Junker „eine ausführliche Kartothek über jeden Kollegen“ an, in der er „Aussprüche, Stellungnahmen, Handlungen der Betreffenden protokollarisch festgehalten“ habe. In der Sächsischen Akademie der Wissenschaften betrieb Junker laut Schweitzer „die Ausstossung der jüdischen oder halbjüdischen Mitglieder“ und den Rücktritt des Germanistikprofessors Theodor Frings als Sekretär der Akademie.
Während des Zweiten Weltkrieges arbeitete Junker seit 1942 in der Gruppe Lebensmächte und Wesen des Indogermanentums beim Kriegseinsatz der Geisteswissenschaften mit. Sein Thema war: „Arische Grundzüge in Leben und Glauben des alten Iran“.
Nach Kriegsende befasste sich eine noch während der amerikanischen Besatzung Leipzigs im Juni 1945 eingesetzte „Säuberungskommission“ unter Hans-Georg Gadamer mit Junker, der aufgrund seiner NS-Verstrickung als untragbar galt. Da seine Personalakte verbrannt worden war, ließ sich das aber schwer beweisen. Junker kam einer Entlassung zuvor und beantragte selbst seine Entpflichtung „aus gesundheitlichen Gründen“. Aus der Sächsischen Akademie der Wissenschaften wurde er 1948 ausgeschlossen. Junker war anschließend zunächst als freischaffender Autor und Übersetzer tätig. Er beantragte 1950 seine Wiedereinsetzung als Professor, was die Philosophische Fakultät der Universität Leipzig jedoch aufgrund von Gutachten Bernhard Schweitzers und Hans-Georg Gadamers, die seine NS-Belastung und Bespitzelung von Kollegen bezeugten, ablehnte.
Stattdessen berief die Humboldt-Universität zu Berlin Junker 1951 auf ihren Lehrstuhl für iranische Sprachen. Dort bestanden offenbar weniger Bedenken wegen seiner NS-Vergangenheit. Der Dekan der Philosophischen Fakultät in Ost-Berlin, Wolfgang Steinitz, stellte Junkers Entpflichtung in Leipzig als Folge einer persönlichen Fehde zwischen ihm und Bernhard Schweitzer dar. Zu der Zeit bestand auch in der Sowjetunion ein großes Interesse an Iranistik, zudem dürften in Zeiten des Koreakriegs Junkers Koreanischkenntnisse von Relevanz gewesen sein. In Berlin wurde er außerdem 1953 Direktor des von ihm zusammen mit Gertrud Pätsch aufgebauten Instituts für iranische und kaukasische Sprachen (ab 1958 Vorderasiatisches Institut genannt), sowie amtierender Direktor des Indogermanischen Instituts (ab 1959 Sprachwissenschaftliches Institut) der Humboldt-Universität. Im selben Jahr wurde Junker in den Wissenschaftlichen Beirat für die Fachrichtung Orientalistik beim Staatssekretariat für Hochschulwesen der DDR berufen und später zum Vorsitzenden des Beirates für Sprachwissenschaft ernannt. Außerdem übernahm Junker 1959 das stellvertretende Direktorenamt des Ostasiatischen Instituts und die Leitung der koreanischen Abteilung der Humboldt-Universität. Er schrieb auch Lehrbücher für die Koreanische Sprache. Sein Persisch-deutsches Wörterbuch wird bis heute verlegt.
Junker wurde 1960 als Hervorragender Wissenschaftler des Volkes in der DDR geehrt. Auch nach seiner Emeritierung 1960/61 leitete er bis 1968 das Vorderasiatische Institut und hielt noch bis 1969 Lehrveranstaltungen.

## Publikationen (Auswahl)
- The Frahang i Pahlavīk. Heidelberg 1912.
- Über iranische Quellen der hellenistischen Aion-Vorstellung. Leipzig 1923.
- Arische Forschungen. Yaghnobi-Studien. Band 1: Die sprachgeographische Gliederung des Yaghnōb-Tales. Leipzig 1930.
- als Hrsg.: Archiv für die gesamte Phonetik. Berlin 1937–1945.
- als Hrsg.: Sprachphilosophisches Lesebuch. Heidelberg 1948.
- Koreanische Studien. Berlin (Ost) 1955.
- als Hrsg.: Alte koreanische Bilder. Landschaften und Volksleben. Leipzig 1958.
- als Hrsg. mit anderen: Iranische Literaturgeschichte. Leipzig 1959.
- mit Bozorg Alavi: Persisch-deutsches Wörterbuch. Leipzig 1965 u.ö.